# بروژووکا
بروژووکا (به لهستانی:  Brożówka) یک روستا در لهستان است که در گمینا کروکلانکی واقع شده‌است.